# Super Sentai Series
Super Sentai Series (スーパー戦隊シリーズ Sūpā Sentai Shirīzu?), comúnmente abreviado como Super Sentai (スーパー戦隊), que se traduce literalmente como Súper escuadrón, es el título de una serie de televisión japonesa que suele estar protagonizada por cinco o más superhéroes, ocasionalmente con otros integrantes adicionales, con trajes de distinto color que luchan en equipo contra las fuerzas del mal, utilizando artes marciales, un arsenal repleto de armas y robots gigantes, llamados mechas. Forma parte del género tokusatsu, al igual que las franquicias Kamen Rider, Ultraman o Metal Hero, con algunas de las cuales se han hecho episodios o películas crossover en ocasiones especiales.

## Historia
Las dos primeras temporadas se llamaron simplemente Sentai (戦隊), palabra japonesa que significa "escuadrón de lucha". Se emitieron entre 1975 y 1977, y originalmente no pertenecían a la franquicia Super Sentai, que oficialmente nació en 1979. Debido a que había una disputa legal entre Ishinomori Productions que poseía los derechos de ambas temporadas. Así, originalmente, la cuenta de temporadas Super Sentai excluía las temporadas Sentai, como demuestra el hecho de que la celebración del décimo aniversario de la franquicia se hizo en 1989 en lugar de en 1985 y en el especial recopilatorio que se emitió se omitió por completo los dos escuadrones originarios. En 1995 cuando su creador consideró a Goranger y JAKQ como las dos primeras Super Sentai, tras un acuerdo legal, oficialmente las temporadas Sentai dentro de la franquicia Super Sentai, y desde entonces y hasta la actualidad se cuentan como temporadas de pleno derecho en términos de numeración y aniversarios.
La primera serie Sentai, Himitsu Sentai Goranger, fue la única que tuvo dos temporadas emitidas en dos años consecutivos. Por su parte, las series de 1980 y 1981, así como las series de 2021 y 2022 son las únicas interconectadas en términos de argumento y personajes. Todas las demás series de Super Sentai presentan cada año una historia completamente nueva con nuevos protagonistas, villanos, trajes y ambientación que se van desarrollando a lo largo de la serie y que a su término tienen un final cerrado para dar paso a la siguiente serie con la siguiente historia. Por primera vez en 1977, y después anualmente a partir de 1995, los únicos contactos entre distintas generaciones de Sentais se dan en episodios especiales de reunión diseñados para el cine.
Super Sentai ha tenido dos renovaciones, la primera en 1992 con Zyuranger, debido a un ultimátum de cancelación, se cambiaron muchos elementos como la trama dejó de ser de ciencia ficción enfocándose más en la magia y fantasía, además de una enorme mejora visual en los trajes, villanos y mechas; y en 2021 con Kikai Sentai Zenkaiger se rompió con el modelo tradicionalista que se había empleado durante toda la franquicia donde salvo excepciones el único distintivo de los Rangers eran sus cascos y armas, ahora lo sería todo su traje.

## Argumento
Cada serie de Super Sentai muestra la lucha entre el bien y el mal, con victoria la mayoría de las veces para el bien. Todas las series comparten el estar protagonizadas por un grupo de, habitualmente, cinco personas con poderes de origen mágico, tecnológico, o híbrido de ambos según la serie, que les confieren trajes de colores, un color para cada miembro del equipo, con un casco que les oculta el rostro, armas avanzadas y una gran habilidad en artes marciales para luchar contra poderosos villanos de diversos orígenes, ya sea extraterrestre, interdimensional o demoníaco, entre otros según la serie. El esquema de cada episodio, salvo excepciones, es generalmente similar. Los villanos envían a un monstruo para atacar la Tierra de diversas formas, y es la tarea de los protagonistas el luchar contra él. Cuando la batalla llega a un punto, el monstruo, bien por sí mismo o con la ayuda tecnológica o mágica de los villanos, crece a tamaño gigante, y con la ayuda de sus robots, también gigantes, los protagonistas derrotan y destruyen definitivamente al monstruo.
El autor de la primera serie Sentai, titulada Himitsu Sentai Goranger, fue Shōtarō Ishinomori, creador de Kamen Rider y Cyborg 009, y la estrenó en 1975, durando dos años. Después, en 1977 estrenó J.A.K.Q. Dengekitai, que no fue bien recibida por el público, lo que hizo que Shōtarō no volviera a hacer series Sentai. En 1978, Toei se dedicó a realizar en colaboración con Marvel una adaptación libre al tokusatsu de Spider-Man, en la que se incluyó el primer robot gigante. Tomaron esta idea para combinarla con el Sentai, y así Toei y Marvel crearon en 1979 la que en su momento fue la primera temporada Super Sentai, Battle Fever J. Posteriormente crearon dos temporadas más Denshi Sentai Denjiman y Taiyou Sentai Sun Vulcan, su contrato duraría solo tres años, por lo que Toei empezaría a producir Super Sentai sin Marvel a partir de 1982 con Dai Sentai Goggle V.

## Hand-off
Desde la temporada número 28, Tokusō Sentai Dekaranger, se instauró una tradición anual, el llamado "pase de la antorcha". Al finalizar el último episodio de la temporada, el miembro rojo del equipo saliente protagoniza una miniescena de unos segundos junto al miembro rojo del equipo entrante, dándole la bienvenida, y al mismo tiempo despidiéndose de la audiencia. Esta tradición, que se mantiene en la actualidad, sirve como nexo de unión y para mantener una cierta continuidad entre temporadas, ya que las historias en las que coinciden el equipo principal con el equipo de la temporada anterior no se producen dentro de la misma serie, sino en especiales para el cine o en V-Cinema, y dentro de la misma serie, con la excepción de la temporada Kaizoku Sentai Gokaiger, todos los equipos permanecen completamente aislados entre sí, aunque en ocasiones la serie haga referencia a sucesos solo vividos en las películas, incluyéndolas así en esos casos en la continuidad argumental.

## Series

### Temporadas oficiales
| Temporada                   | Temporada | Emisión               | Temática                                                             |
| Era Shōwa (1975-1989)       | Era Shōwa (1975-1989) | Era Shōwa (1975-1989) | Era Shōwa (1975-1989)                                                |
| --------------------------- | --- | --------------------- | -------------------------------------------------------------------- |
| 1                           | Himitsu Sentai Goranger (秘密戦隊ゴレンジャー) Escuadrón Secreto Goranger (primera serie de la era Shōwa)                                                                                    | 1975-1977             | Espías                                                               |
| 2                           | J.A.K.Q. Dengekitai (ジャッカー電撃隊) Escuadrón Relámpago J.A.K.Q | 1977                  | Cyborgs y cartas                                                     |
| 3                           | Battle Fever J (バトルフィーバーJ) Fiebre de Batalla J | 1979-1980             | Héroes internacionales                                               |
| 4                           | Denshi Sentai Denjiman (電子戦隊デンジマン) Escuadrón Electrónico Denjiman | 1980-1981             | Electricidad                                                         |
| 5                           | Taiyō Sentai Sun Vulcan (太陽戦隊サンバルカン) Escuadrón Solar Sun Vulcan | 1981-1982             | Ejército                                                             |
| 6                           | Dai Sentai Goggle V (大戦隊ゴーグルファイブ) Gran Escuadrón Goggle V | 1982-1983             | Ciencia y Gimnasia                                                   |
| 7                           | Kagaku Sentai Dynaman (科学戦隊ダイナマン) Escuadrón Científico Dynaman | 1983-1984             | Ciencia                                                              |
| 8                           | Chōdenshi Bioman (超電子バイオマン) Súper-electrónicos Bioman | 1984-1985             | Biopartículas                                                        |
| 9                           | Dengeki Sentai Changeman (電撃戦隊チェンジマン) Escuadrón de Descarga Eléctrica Changeman | 1985-1986             | Tierra y criaturas mitológicas                                       |
| 10                          | Chōshinsei Flashman (超新星フラッシュマン) Supernova Flashman | 1986-1987             | Abducidos                                                            |
| 11                          | Hikari Sentai Maskman (光戦隊マスクマン) Escuadrón Luminoso Maskman | 1987-1988             | El qì y el aura                                                      |
| 12                          | Chōjū Sentai Liveman (超獣戦隊ライブマン) Escuadrón de las Súper Bestias Liveman | 1988-1989             | Animales                                                             |
| Era Heisei (1989-2019)      | |                       |                                                                      |
| 13                          | Kōsoku Sentai Turboranger (高速戦隊ターボレンジャー ) Escuadrón de Alta Velocidad Turboranger (primera serie de la era Heisei)                                                               | 1989-1990             | Coches y adolescentes                                                |
| 14                          | Chikyū Sentai Fiveman (地球戦隊ファイブマン) Escuadrón Terrestre Fiveman | 1990-1991             | Profesores                                                           |
| 15                          | Chōjin Sentai Jetman (鳥人戦隊ジェットマン) Escuadrón de los Hombres pájaro-Jetman | 1991-1992             | Aviones y pájaros                                                    |
| 16                          | Kyōryū Sentai Zyuranger (恐竜戦隊ジュウレンジャー) Escuadrón Dinosaurio Zyuranger | 1992-1993             | Bestias prehistóricas                                                |
| 17                          | Gosei Sentai Dairanger (五星戦隊ダイレンジャー) Escuadrón de las Cinco Estrellas Dairanger                                                                                                   | 1993-1994             | Bestias mitológicas                                                  |
| 18                          | Ninja Sentai Kakuranger (忍者戦隊カクレンジャー) Escuadrón Ninja Kakuranger | 1994-1995             | Ninjas y Shōguns                                                     |
| 19                          | Chōriki Sentai Ohranger (超力戦隊オーレンジャー) Escuadrón Súper-energizado Ohranger | 1995-1996             | Civilizaciones antiguas                                              |
| 20                          | Gekisō Sentai Carranger (激走戦隊カーレンジャー) Escuadrón de Carreras Radicales Carranger                                                                                                   | 1996-1997             | Coches y carreras                                                    |
| 21                          | Denji Sentai Megaranger (電磁戦隊メガレンジャー) Escuadrón Electromagnético Megaranger | 1997-1998             | Espacio y videojuegos                                                |
| 22                          | Seijū Sentai Gingaman (星獣戦隊ギンガマン) Escuadrón de las Bestias Estelares Gingaman | 1998-1999             | Animales estelares                                                   |
| 23                          | Kyūkyū Sentai GoGo-V (救急戦隊ゴーゴーファイブ) Escuadrón de Rescate GoGo-V | 1999-2000             | Equipos de rescate                                                   |
| 24                          | Mirai Sentai Timeranger (未来戦隊タイムレンジャー) Escuadrón del Futuro Timeranger | 2000-2001             | Viajeros del tiempo                                                  |
| 25                          | Hyakujū Sentai Gaoranger (百獣戦隊ガオレンジャー) Escuadrón de las Cien Bestias Gaoranger | 2001-2002             | Animales                                                             |
| 26                          | Ninpū Sentai Hurricaneger (忍風戦隊ハリケンジャー) Escuadrón del Viento Duradero Hurricaneger                                                                                                | 2002-2003             | Ninjas                                                               |
| 27                          | Bakuryū Sentai Abaranger (爆竜戦隊アバレンジャー) Escuadrón Explo-saurio Abaranger | 2003-2004             | Dinosaurios                                                          |
| 28                          | Tokusō Sentai Dekaranger (特捜戦隊デカレンジャー) Escuadrón de Policía Espa | 2004-2005             | Policías                                                             |
| 29                          | Mahō Sentai Magiranger (魔法戦隊マジレンジャー) Escuadrón Mágico Magiranger | 2005-2006             | Magia                                                                |
| 30                          | GōGō Sentai Bōkenger (轟轟戦隊ボウケンジャー) Escuadrón Ruidoso Bōkenger | 2006-2007             | Aventureros                                                          |
| 31                          | Jūken Sentai Gekiranger (獣拳戦隊ゲキレンジャー) Escuadrón del Puño de la Bestia Gekiranger                                                                                                  | 2007-2008             | Kung fu y animales                                                   |
| 32                          | Engine Sentai Go-onger (炎神戦隊ゴーオンジャー) Escuadrón de los Engines Go-onger | 2008-2009             | Animales sobre ruedas                                                |
| 33                          | Samurai Sentai Shinkenger (侍戦隊シンケンジャー) Escuadrón Samurái Shinkenger | 2009-2010             | Samuráis                                                             |
| 34                          | Tensō Sentai Goseiger (天装戦隊ゴセイジャー) Escuadrón del Armamento Celestial Goseiger | 2010-2011             | Ángeles celestiales                                                  |
| 35                          | Kaizoku Sentai Gokaiger (海賊戦隊ゴーカイジャー) Escuadrón Pirata Gokaiger | 2011-2012             | Piratas espaciales y equipos pasados de Super Sentai                 |
| 36                          | Tokumei Sentai Go-Busters (特命戦隊ゴーバスターズ) Escuadrón de Operaciones Especiales Go-Busters                                                                                            | 2012-2013             | Operaciones especiales y bestias virtuales                           |
| 37                          | Jūden Sentai Kyoryuger (獣電戦隊キョウリュウジャー) Escuadrón de las Electrobestias Kyoryuger                                                                                                | 2013-2014             | Dinosaurios y baterías recargables                                   |
| 38                          | Ressha Sentai ToQger (烈車戦隊トッキュウジャー) Escuadrón de los Ressha ToQger | 2014-2015             | Trenes e Imaginación                                                 |
| 39                          | Shuriken Sentai Ninninger (手裏剣戦隊ニンニンジャー) Escuadrón Shuriken Ninninger | 2015-2016             | Ninjas y Shurikens                                                   |
| 40                          | Dōbutsu Sentai Zyuohger (動物戦隊ジュウオウジャー) Escuadrón Animal Zyuohger | 2016-2017             | Animales y cubos                                                     |
| 41                          | Uchū Sentai Kyuranger (宇宙戦隊キュウレンジャー) Escuadrón Espacial Kyuranger | 2017-2018             | Espacio y constelaciones                                             |
| 42                          | Kaitō Sentai Lupinranger VS Keisatsu Sentai Patranger (快盗戦隊ルパンレンジャー VS 警察戦隊パトレンジャー) Escuadrón de Ladrones de Guante Blanco Lupinranger VS Escuadrón Policía Patranger | 2018-2019             | Policías vs ladrones                                                 |
| 43                          | Kishiryū Sentai Ryūsoulger (騎士竜戦隊リュウソウジャー) Escuadrón de Caballeros Dinosaurio Ryūsoulger                                                                                        | 2019-2020             | Caballeros y bestias prehistóricas                                   |
| Era Reiwa (2019-Actualidad) | |                       |                                                                      |
| 44                          | Mashin Sentai Kiramager (魔進戦隊キラメイジャー) Escuadrón de Operadores Mashin Kiramager (primera serie de la era Reiwa)                                                                    | 2020-2021             | Vehículos y gemas                                                    |
| 45                          | Kikai Sentai Zenkaiger (機界戦隊ゼンカイジャー) Escuadron de Robots Universales Zenkaiger | 2021-2022             | Mundos paralelos, máquinas, poderes y mechas pasados de Super Sentai |
| 46                          | Avataro Sentai Donbrothers (暴太郎戦隊ドンブラザーズ) Escuadron Avatar Donbrothers | 2022-2023             | Cuento antiguo de Momotaros y poderes pasados de Super Sentai        |
| 47                          | Ohsama Sentai King-Ohger (王様戦隊キングオージャー) Escuadrón de Reyes King-Ohger | 2023-2024             | Artrópodos y elementos de la realeza                                 |
| 48                          | Bakuage Sentai Boonboomger (爆上戦隊ブンブンジャー) Escuadrón Explosivo Boonboomger | 2024-2025             | Carreras, Automóviles y modificaciones de vehículos                  |
| 49                          | No.1 Sentai Gozyuger (ナンバーワン戦隊ゴジュウジャー) Escuadrón No.1 Gozyuger | 2025                  | Animales, Anillos y Equipos pasados del Super Sentai                 |

### Akibaranger
Además de las anteriores, en 2012, al mismo tiempo que Go-Busters, salió al aire Hikōnin Sentai Akibaranger (非公認戦隊アキバレンジャー Hikōnin Sentai Akibarenjā?), traducido como Escuadrón Extraoficial Akibaranger. Aunque producida por Toei, es una serie paródica extraoficial de la serie Super Sentai, y tiene un motivo de anime. A diferencia de las temporadas normales de Super Sentai, que se emiten los domingos por la mañana en TV Asahi, esta se emitió los viernes por la noche en BS Asahi y Tokyo MX, un bloque en el que se suele emitir anime. Su público objetivo eran los otakus mayores en lugar de los niños, como era evidente en el lema de la serie ("Los buenos niños no deben ver esto"). En 2013 se emitió la segunda temporada junto con Kyoryuger, como secuela de la primera, aunque en esta temporada, se reescribieron muchas partes de la primera temporada. 

### Super Sentai Strongest Battle
En 2019, entre el final de Kaitō Sentai Lupinranger VS Keisatsu Sentai Patranger y el inicio de Kishiryū Sentai Ryūsoulger se emitió una miniserie de 4 capítulos llamada Super Sentai Strongest Battle que actúa como homenaje y cierre de la era Heisei de la franquicia. En este especial varios de los personajes de temporadas pasadas regresan para competir en un torneo para determinar cual es el equipo más fuerte.

### Zyuden Sentai Kyoryuger Brave
Es una secuela de Corea de la serie Super Sentai del 2013 Zyuden Sentai Kyoryuger. A su vez, sería rediseñado y emitido en Japón como Zyuden Sentai Kyoryuger Brave. Se transmitieron doce episodios de 15 minutos en 2017, creados y producidos por Daewon Media, quien posee las licencias y la producción de la franquicia de Super Sentai en Corea del Sur, que también cooperó con Toei Company.

### Wakuseiber
En 2021, la productora japonesa GIGA dedicada a la industria pornográfica, lanzó al aire su propia serie basada en los Super Sentai titulada Kyuusei Sentai Wakuseiber (救星戦隊ワクセイバー) —traducida como Escuadrón de Rescate Wakuseiber— la cual puede ser vista por YouTube.   

## Colores
Cada uno de los héroes protagonistas de cada serie de Super Sentai tiene un traje diseñado mayoritariamente con un color característico, que define también sus armas y su mecha en las temporadas en las que cada protagonista tiene uno independiente. La variedad de colores utilizados ha crecido con los años. El líder del grupo suele llevar, salvo contadas excepciones, el traje rojo, y ese color junto con el azul son los únicos que, sin contar Battle Fever J por lo expuesto más adelante, jamás han faltado en ninguna temporada. Los colores mayoritarios junto con el rojo y el azul son, por orden de frecuencia, el amarillo, el rosa (que en el papel principal siempre ha sido vestido por mujeres y en secundarios solo una vez por un hombre), el verde y el negro.
Los siguientes colores han tenido una frecuencia de aparición menor (inferior a la mitad de temporadas), y en muchas ocasiones se asocian a los "miembros especiales" del equipo, personajes que no comienzan en el equipo principal y que tienen una consideración especial respecto al mismo, normalmente caracterizada por un traje con un diseño diferenciado, un mayor poder que el equipo original y generalmente una menor frecuencia de aparición o de implicación en el grupo por diferentes motivos. De estos colores, el blanco se sitúa a medio camino entre los colores habituales y los especiales, habiéndose empleado en ambas categorías (lo cual también se aplica a algunos colores mayoritarios, asignados al miembro especial del equipo en alguna temporada determinada). Los siguientes colores especiales mayoritarios son el plateado y el dorado. Han aparecido otros colores en la serie, pero sus apariciones han sido ya esporádicas.
Caso especial es Battle Fever J (1979). En esta temporada ninguno de los trajes tenía un color oficial que le identificara, sino que se identificaban exclusivamente por los países que representaban y los trajes eran de colores variados sin que ninguno destacara sobre los otros. También es un caso especial la temporada Ressha Sentai ToQger (2014), en la que los miembros del equipo se identificaban por números, y aunque en esta ocasión sí llevaban trajes de colores como habitualmente y cada número tenía un color oficial por defecto, tenían la capacidad de intercambiarse los colores entre ellos en mitad de la acción para asumir las habilidades de sus compañeros a voluntad.
| Serie | Serie                      | Equipo | Equipo | Equipo | Equipo | Equipo | Equipo | Equipo | Equipo | Equipo | Equipo | Equipo | Equipo | Notas       |
| ----- | -------------------------- | ------ | ------ | ------ | ------ | ------ | ------ | ------ | ------ | ------ | ------ | ------ | ------ | ----------- |
| 1     | Himitsu Sentai Goranger    |        |        |        |        |        |        |        |        |        |        |        |        | Ninguna     |
| 2     | J.A.K.Q. Dengekitai        |        |        |        |        |        |        |        |        |        |        |        |        | Ninguna     |
| 3     | Battle Fever J             |        |        |        |        |        |        |        |        |        |        |        |        | [ Notas 2 ] |
| 4     | Denshi Sentai Denjiman     |        |        |        |        |        |        |        |        |        |        |        |        | Ninguna     |
| 5     | Taiyō Sentai Sun Vulcan    |        |        |        |        |        |        |        |        |        |        |        |        | Ninguna     |
| 6     | Dai Sentai Goggle V        |        |        |        |        |        |        |        |        |        |        |        |        | Ninguna     |
| 7     | Kagaku Sentai Dynaman      |        |        |        |        |        |        |        |        |        |        |        |        | Ninguna     |
| 8     | Chōdenshi Bioman           |        |        |        |        |        |        |        |        |        |        |        |        | Ninguna     |
| 9     | Dengeki Sentai Changeman   |        |        |        |        |        |        |        |        |        |        |        |        | Ninguna     |
| 10    | Chōshinsei Flashman        |        |        |        |        |        |        |        |        |        |        |        |        | Ninguna     |
| 11    | Hikari Sentai Maskman      |        |        |        |        |        |        |        |        |        |        |        |        | Ninguna     |
| 12    | Chōjū Sentai Liveman       |        |        |        |        |        |        |        |        |        |        |        |        | Ninguna     |
| 13    | Kōsoku Sentai Turboranger  |        |        |        |        |        |        |        |        |        |        |        |        | Ninguna     |
| 14    | Chikyū Sentai Fiveman      |        |        |        |        |        |        |        |        |        |        |        |        | Ninguna     |
| 15    | Chōjin Sentai Jetman       |        |        |        |        |        |        |        |        |        |        |        |        | Ninguna     |
| 16    | Kyōryū Sentai Zyuranger    |        |        |        |        |        |        |        |        |        |        |        |        | Ninguna     |
| 17    | Gosei Sentai Dairanger     |        |        |        |        |        |        |        |        |        |        |        |        | Ninguna     |
| 18    | Ninja Sentai Kakuranger    |        |        |        |        |        |        |        |        |        |        |        |        | Ninguna     |
| 19    | Chōriki Sentai Ohranger    |        |        |        |        |        |        |        |        |        |        |        |        | Ninguna     |
| 20    | Gekisō Sentai Carranger    |        |        |        |        |        |        |        |        |        |        |        |        | Ninguna     |
| 21    | Denji Sentai Megaranger    |        |        |        |        |        |        |        |        |        |        |        |        | Ninguna     |
| 22    | Seijū Sentai Gingaman      |        |        |        |        |        |        |        |        |        |        |        |        | Ninguna     |
| 23    | Kyūkyū Sentai GoGo-V       |        |        |        |        |        |        |        |        |        |        |        |        |             |
| 24    | Mirai Sentai Timeranger    |        |        |        |        |        |        |        |        |        |        |        |        | Ninguna     |
| 25    | Hyakujū Sentai Gaoranger   |        |        |        |        |        |        |        |        |        |        |        |        | Ninguna     |
| 26    | Ninpū Sentai Hurricaneger  |        |        |        |        |        |        |        |        |        |        |        |        | Ninguna     |
| 27    | Bakuryū Sentai Abaranger   |        |        |        |        |        |        |        |        |        |        |        |        | Ninguna     |
| 28    | Tokusō Sentai Dekaranger   |        |        |        |        |        |        |        |        |        |        |        |        |             |
| 29    | Mahō Sentai Magiranger     |        |        |        |        |        |        |        |        |        |        |        |        | Ninguna     |
| 30    | GōGō Sentai Bōkenger       |        |        |        |        |        |        |        |        |        |        |        |        | Ninguna     |
| 31    | Jūken Sentai Gekiranger    |        |        |        |        |        |        |        |        |        |        |        |        |             |
| 32    | Engine Sentai Go-onger     |        |        |        |        |        |        |        |        |        |        |        |        | Ninguna     |
| 33    | Samurai Sentai Shinkenger  |        |        |        |        |        |        |        |        |        |        |        |        | Ninguna     |
| 34    | Tensō Sentai Goseiger      |        |        |        |        |        |        |        |        |        |        |        |        | Ninguna     |
| 35    | Kaizoku Sentai Gokaiger    |        |        |        |        |        |        |        |        |        |        |        |        | Ninguna     |
| 36    | Tokumei Sentai Go-Busters  |        |        |        |        |        |        |        |        |        |        |        |        | Ninguna     |
| 37    | Jūden Sentai Kyoryuger     |        |        |        |        |        |        |        |        |        |        |        |        | Ninguna     |
| 38    | Ressha Sentai ToQger       |        |        |        |        |        |        |        |        |        |        |        |        | Ninguna     |
| 39    | Shuriken Sentai Ninninger  |        |        |        |        |        |        |        |        |        |        |        |        | Ninguna     |
| 40    | Dōbutsu Sentai Zyuohger    |        |        |        |        |        |        |        |        |        |        |        |        | [ Notas 3 ] |
| 41    | Uchū Sentai Kyuranger      |        |        |        |        |        |        |        |        |        |        |        |        | Ninguna     |
| 42    | Kaitō Sentai Lupinranger   |        |        |        |        |        |        |        |        |        |        |        |        | [ Notas 1 ] |
| 42    | Keisatsu Sentai Patranger  |        |        |        |        |        |        |        |        |        |        |        |        | [ Notas 1 ] |
| 43    | Kishiryū Sentai Ryūsoulger |        |        |        |        |        |        |        |        |        |        |        |        | Ninguna     |
| 44    | Mashin Sentai Kiramager    |        |        |        |        |        |        |        |        |        |        |        |        | Ninguna     |
| 45    | Kikai Sentai Zenkaiger     |        |        |        |        |        |        |        |        |        |        |        |        | Ninguna     |
| 46    | Avataro Sentai Donbrothers |        |        |        |        |        |        |        |        |        |        |        |        | Ninguna     |
| 47    | Ohsama Sentai King-Ohger   |        |        |        |        |        |        |        |        |        |        |        |        | Ninguna     |
| 48    | Bakuage Sentai Boonboomger |        |        |        |        |        |        |        |        |        |        |        |        | Ninguna     |
| 49    | No.1 Sentai Gozyuger       |        |        |        |        |        |        |        |        |        |        |        |        | Ninguna     |

## Emisiones en el mundo

### Francia
Bioman, Flashman, Maskman, Liveman, Turboranger, Fiveman, y Jetman se emitieron en Francia en ese orden durante los años 1980 y a principios de los años 1990, con Maskman y Liveman titulados como Bioman 2 y Bioman 3 respectivamente, debido al gran éxito que tuvo Bioman, tomándolas como una continuación pero de forma publicitaría. Pero las series Super Sentai se dejaron de emitir después de la cancelación de Jetman durante su transmisión.

### España
Liveman se transmitió bajo el título de Bioman en TVE-1, debido a que fue traducida a partir del doblaje francés de Bioman 3 (Liveman) y a la vez el cantante Bernard Minet quien interpretó la canción en francés de Chodenshi Bioman transmitido en Francia, adaptándola al español.
Turboranger se emitió en 1992 en TVE-2 a partir del doblaje francés mientras que Jetman se dobló al euskera en TVE Autonómica ETB, siendo la única serie del Super Sentai doblada en euskera.

### Portugal
Al igual que en España, Turboranger se dobló al portugués a partir del doblaje francés y se emitió en 1992 y Jetman se subtituló en 1993, ambos transmitidos en el canal RTP1.

### Italia
En el canal Italia7 solo se llegó a transmitir dos series del Super Sentai: Denjiman doblado al italiano que fue transmitido en algunos canales regionales en 1981, pero al pasar los años es una serie actualmente olvidada en Italia, a diferencia de Goggle V, que fue emitido por la misma cadena en el 1990, donde tuvo un éxito rotundo volviéndose una serie de culto en Italia y se volvió a transmitir por el mismo canal en 1994 donde compartía un horario estelar con Mighty Morphin Power Rangers.
Cabe destacar que en Italia llegó solamente Battle Fever J: la película, doblada en italiano en 1980, solo en transmisiones televisivas y se vendía la figura del Battle Fever Robo para promocionar el filme, aunque es raro encontrar alguna copia existente de la película en italiano.

### Brasil
Changeman, Flashman, Goggle V y Maskman se transmitieron en ese orden, desde 1988 hasta 1991, transmitidas por la desaparecida Rede Manchete (actualmente Rede TV!), a diferencia de Goggle V que fue traída por el canal Rede Bandeirantes en 1990 para competir con las series del momento: Changeman y Flashman pero no tuvo éxito. Aunque actualmente no se han doblado más series Super Sentai al portugués, Changeman y Flashman siguen siendo transmitidas en distintos canales de Brasil, ya que son consideradas series de culto.

### Bolivia, Perú, México y Ecuador
Liveman y Flashman son las dos únicas series del Super Sentai dobladas al español hispanoamericano a partir del doblaje francés y portugués respectivamente. Flashman se emitió en 1990 en RTP Bolivia y Liveman se emitió en Red ATB en 1991 y un par de años después por Red Uno.
En Perú ambas series luego fueron transmitidas por el canal Panamericana Televisión en 1992 Liveman y en 1994 Flashman, siendo esta última en retransmitirse más de dos veces hasta el verano de 1995, debido a la alta audiencia que tuvo esta última y cuyo éxito se aprovecho para la llegada y el estreno de la primera serie Power Rangers Mighty Morphin Power Rangers en el mismo año por el canal ATV, que se convirtió en éxito comercial.
En Ecuavisa, canal ecuatoriano transmitió Flashman en 1990 y en 1993 transmitió Liveman.
Por otro lado en México por el canal Azteca 7 se transmitió Flashman en 1998.
Desde la llegada Mighty Morphin Power Rangers en 1994, se ha preferido el doblaje de los Power Rangers que el de Super Sentai.

### Tailandia
Taliandia ha transmitido casi todas las series Super Sentai dobladas al tailandés desde Himitsu Sentai Goranger en diversos canales del país como el Channel-7 y Channel-5, las únicas que nunca se emitieron fueron JAKQ Dengekitai, GoGo-V y Goseiger. En Tailandia, los Super Sentai son muy famosos ya que también han creado sus propias series, inspiradas en el Super Sentai, estos son: Chrystal Knight (2004) y Sport Ranger (2006).

### Filipinas
Himitsu Sentai Goranger fue emitida con un doblaje en inglés filipino bajo el título de Star Rangers en 1978 en el canal RPN-9, canal donde más adelante se transmitirían muchas series del Super Sentai dobladas al tagalo, la segunda en emitirse fue Goggle V en el canal ABS-CBN 2.
Bioman, Maskman, Turboranger, Fiveman y Jetman fueron emitidas en ese orden a mediados de los años 1980 e inicios de los años 1990 por el canal RPN-9.
Después de que Jetman terminara, el canal RPN-9 emitió Mighty Morphin Power Rangers y en la actualidad sigue doblando series de los Power Rangers. Cabe mencionar que muchos fanáticos filipinos del género consideran que los Super Sentai emitidos desde Bioman hasta las futuras generaciones de Power Rangers, encasillan ambas series en un solo universo televisivo donde los denominan como Power Rangers, ya que nunca usaron la palabra "Sentai" en la series japonesas dobladas en tagalo, señalando a los Bioman como la primera generación de Power Rangers.

### Malasia
En la década de los años 1990 se emitieron muchas series del Super Sentai en el canal RTM, estas fueron TurboRangers, Fiveman y Jetman, donde la televisóra remplazó a Zyuranger para emitir Mighty Morphin Power Rangers, todas ellas dobladas al malayo en ese orden. Durante la segunda temporada de Mighty Morphin Power Rangers en 1995 y 1996 también se emitió Dairanger y sucesivamente Ohranger, siendo estas dos como reemplazo de Mighty Morphin Alien Rangers y Power Rangers Zeo y las únicas series del Super Sentai transmitidas en Malasia, para dar paso a Power Rangers Turbo y las futuras generaciones de Power Rangers.

### Indonesia
La primera serie Super Sentai en circular en Malasia fue Goggle V, a mediados de los años 1980 que fue doblada en indonesio y distribuida directamente en formato Vídeo Beta y VHS, llegó a ser tan popular que en 1987 llegó a ser la única serie del Super Sentai que tuvo un espectáculo en vivo fuera de Japón, en la ciudad de Yakarta.
Años después, a finales de los años 1980 y a principios de los años 1990, distintas distribuidoras, principalmente Indosiar y RCTI emitieron desde Maskman hasta Gingaman, siendo esta la última serie Super Sentai transmitida en 1999, ya que ninguna serie del Super Sentai llegó a ser tan popular como lo fue Goggle V en su tiempo.

### Corea del Sur
Super Sentai también se ha doblado también en coreano, la primera temporada en llegar fue Flashman, con el título de Guardianes del espacio Flash Man, que se distribuyó en vídeo en 1989, y a lo largo de los años 1990, se distribuyeron directamente en vídeo Bioman, Changeman, Maskman, Liveman, Goggle V y Turboranger en ese orden.
Varios canales de aquel país, principalmente Tooniverse, Champ-TV y Cartoon Network han emitido temporadas de la era Milenio del Super Sentai desde Abaranger hasta las futuras entregas Super Sentai bajo los títulos de Power Rangers. Esto fue debido a que en 1994, cuando llegó Mighty Morphin Power Rangers, tuvo tanto éxito en Corea del Sur, que se decidió por doblar las posteriores temporadas hasta Power Rangers Wild Force conocidos como "Power Force Rangers", no fue hasta 2004 donde Tooniverse doblo Abaranger al coreano, cambiando el nombre original por su adaptación americana "Dino Thunder" para atraer al público, debido a que al pasar Power Rangers a manos de Disney fue más caro la compra de los derechos para doblaje, se tenía planeado iniciar con Hurricaneger pero al ser demasiado japonesa decidieron omitirla y pasar a la siguiente aunque fueron nombrados igual que su contraparte "Ninja Storm". En el año 2010 volvió a suceder remplazando a Shinkenger por Gaoranger doblado como "Power Rangers Jungle Force" siendo Corea del Sur el único en doblar ambas versiones de una misma temporada tanto Power Rangers y Super Sentai, a los primeros no se les dejó de lado siendo nombrados "Power Rangers Samurai Force" en el doblaje de Kamen Rider Decade y posteriormente "Power Rangers Blade Force" en el doblaje de Kaizoku Sentai Gokaiger. En la actualidad se siguen doblando los Super Sentai bajo el nombre de Power Rangers.
Los nombres de los Super Sentai doblados en coreano bajo el nombre Power Rangers son:
- Abaranger: Power Rangers Dino Thunder (el mismo nombre que su adaptación a Power Rangers)
- Dekaranger: Power Rangers S.P.D. (el mismo nombre que su adaptación a Power Rangers)
- Magiranger: Power Rangers Magic Force
- Boukenger: Power Rangers Treasure Force
- Gekiranger: Power Rangers Wild Spirits
- Go-onger: Power Rangers Engine Force
- Gaoranger: Power Rangers Jungle Force
- Goseiger: Power Rangers Miracle Force
- Gokaiger: Power Rangers Captain Force
- Go-Busters: Power Rangers Go-Busters
- Kyoryuger: Power Rangers Dino Force
- ToQger: Power Rangers Train Force
- Ninninger: Power Rangers Ninja Force
- Zyuohger: Power Rangers Animal Force
- Kyuranger: Power Rangers Galaxy Force
- Ryusoulger: Power Rangers Dino Soul
- Lupinranger VS Patranger: Power Rangers Lupin Force vs. Patrol Force
- Zenkaiger: Power Rangers Zenkaiger
- Donbrothers: Power Rangers Donbrothers
- King-Ohger: Power Rangers Kingdom Force

En los doblajes de Gokaiger y Zenkaiger, los Super Sentai no doblados en coreano bajo el nombre Power Rangers recibieron sus nombres oficiales, aunque algunos de estos fueron cambiados en el doblaje de este último:
- Goranger: Power Rangers Five Ranger
- J.A.K.Q.: Power Rangers J.A.K.Q.
- Battle Fever J: Power Rangers Battle Fever J
- Denjiman: Power Rangers Powerman
- Sun Vulcan: Power Rangers Sun Vulcan
- Goggle V: Power Rangers Goggle V
- Dynaman: Power Rangers Dynaman
- Bioman: Power Rangers Bioman
- Changeman: Power Rangers Changeman
- Flashman: Power Rangers Flashman
- Maskman: Power Rangers Maskman
- Liveman: Power Rangers Liveman
- Turboranger: Power Rangers Turboranger
- Fiveman: Power Rangers Fiveman
- Jetman: Power Rangers Jetman
- Zyuranger: Power Rangers Dinoranger (Gokaiger) y The Invincible Power Rangers (Zenkaiger)
- Dairanger: Power Rangers Dairanger
- Kakuranger: Power Rangers Ninjaranger
- Ohranger: Power Rangers Ohranger (Gokaiger) y Power Rangers Zeoranger (Zenkaiger)
- Carranger: Power Rangers Carranger
- Megaranger: Power Rangers Megaranger
- Gingaman: Power Rangers Galaxyranger
- GoGo-V: Power Rangers GoGo-V (Gokaiger) y Power Rangers Rescue (Zenkaiger)
- Timeranger: Power Rangers Timeranger (Gokaiger) y Power Rangers Time Force (Zenkaiger)
- Hurricaneger: Power Rangers Ninja Storm (el mismo nombre que su adaptación a Power Rangers)
- Shinkenger: Power Rangers Blade Force
- Kiramager: Power Rangers Kiramager

### Estados Unidos
El canal hawaiano 13 KIKU-TV emitió a finales de los años 1970 la series Super Sentai del momento que eran Goranger y Battle Fever J, conservando su idioma original japonés pero subtitulado al inglés. Goranger también se emitió en las emisoras en idioma japonés de Sacramento, California, San Francisco y Los Ángeles entre 1976 y 1977 en los canales KMU-TV y KMO-TV con el mismo formato que se emitió en Hawái.
En 1986, Saban produjo un piloto para una adaptación estadounidense de Chōdenshi Bioman titulada Bio Man. En 1987 algunos episodios de Dynaman se doblaron de forma paródica y se emitieron en el canal Nickelodeon dentro de un segmento televisivo titulado Night Flight.
En 1993, Haim Saban produjo la primera temporada de la franquicia Power Rangers doblando las secuencias de acción de Zyuranger y filmando nuevo metraje con actores estadounidenses para las secuencias de historia. Esto continuó con la mayoría de las temporadas de Super Sentai a partir de entonces.
En la San Diego Comic-Con International de 2014, Shout! Factory, que tiene los derechos exclusivos para DVD de las temporadas 1 a 17 de Power Rangers, anunciaron que publicarían en DVD en Estados Unidos Zyuranger subtitulada. La misma compañía en la misma convención al año siguiente anunció que seguirían publicando las temporadas de Super Sentai en DVD, continuando con Dairanger.
Casi todas las escenas de Mighty Morphin Power Rangers utilizan todas las escenas de Zyuranger con el audio en inglés